# 正阳桥遗址
正阳桥遗址，是一座明代古建筑，位于北京市东城区正阳门箭楼南侧。已列为北京市文物保护单位。

## 保护
2023年1月19日，正阳桥遗址公布为第九批北京市文物保护单位增补名单，编号1。